# John Laurent Giles
John (Jack) Laurent Giles (* 1901; † 1969) war ein englischer Yachtdesigner. Er zeichnete mit seinem Konstruktionsbüro mehr als 1000 Entwürfe von Kreuzern, Renn-Yachten bis hin zu „Megayachten“. Anfangs konstruierte er einige elegante Einzelbauten wie die Yawl Argo (1930). Später wurde er mit dem Entwurf der 7,6 Meter-Yacht Vertue bekannt, von denen 230 Exemplare gebaut wurden, sowie der Wanderer III. Mit der Yacht Myth of Malham bezog er damalige Erkenntnisse der Luftfahrt in sein Design ein, wodurch Yachten nach seinen Entwürfen in den Regatten Fastnet Race 1947 und 1949 Siege erzielten. 1951 änderte er mit einem neuen Entwurf der Miranda IV das herkömmliche Design seiner Yachten vom klassischen Langkieler zum modernen Entwurf, indem er Kiel und Ruder im Lateralplan der Yacht trennte.
Laurent Giles legte in seinen Entwürfen besonderen Wert auf gute Kursstabilität und besondere Sicherheit. Hierdurch ließen sich seine Yachten bei gutem wie bei schwerem Wetter leicht manövrieren. 1951 erhielt er den Preis „Royal Designer for Industry“, eine in England seit 1936 für effizientes Design vergebene Auszeichnung.